# NGC 15
Az NGC 15 egy spirálgalaxis a Pegasus (Pegazus) csillagképben.

## Felfedezése
Az NGC 15 galaxist Albert Marth fedezte fel 1864. október 30-án.

## Tudományos adatok
A galaxis 6332 km/s sebességgel távolodik tőlünk.